# なみあし
なみあしは身体操作法、動作法の一つ。
小田伸午、木寺英史で構成される常歩研究会が提唱している。歩行を中心とした動作法。
京都大学の馬術部の馬の歩法 (馬術)「常歩」からヒントを得た。

## 中心技術
中心となる技術は以下の5つである。
- 二軸感覚（動的安定） 地面に接している脚（接地脚）ではなく、浮いている側の脚（遊脚）側に「軸」を常に移動させようとする感覚のこと[4]。
- 膝関節の抜き 膝関節を瞬間的に屈曲させ、抜重すること[5]。
- 足関節の背屈（抜き） 底屈（蹴る動作）は用いず、ただ身体を支えるだけの操作[6]。
- 股関節の外旋 膝、足関節の抜きを容易にするために、接地脚全体を外側に回すように股関節を操作すること[7]。
- 踵荷重 身体の重心から見て一番後ろにある接地脚の踵に荷重することで、身体は前向きに倒そうとするモーメントを強く働かせること。（後退する場合は爪先荷重）[8]

## スポーツとの関連
剣道、野球、サッカー、陸上競技、スキーなどで活用が試みられている。小田らはこの特徴とコンタクトスポーツ上級者の共通点を主張し、二足歩行ロボットHRP-2を用いた研究で高速歩行時の体幹周りのモーメントを相殺して足裏の滑りを軽減する効果を報告している。低学年の子どもたちは2本のレールを左右の足で踏むように、一直線をまたぐように走り(二直線走法)、学年が進むと一直線上を走る(一直線走法)ようになる。トップアスリートは低学年の子どもたちのように，一直線をまたぐ傾向にあり、股関節が外旋位にあるときが大きな力を出せると木寺は主張している。
歩行研究の観点からは、二直線歩行は太腿の内側の筋肉の衰えのサインとされ、乳児の歩行における股関節の外旋の大きさは、複雑な運動制御を行うことが困難な赤ちゃんがこれを用いて安定な足踏みから前進するためと言われている。
サッカーにおける研究では、反証可能性を満たさず疑似科学であるとも指摘されている。